# Hot Rats
Hot Rats је други соло албум Френка Запе, објављен у октобру 1969. Био је то Запин први пројекат снимања након распуштања оригиналне верзије the Mothers of Invention. Пет од шест песама су инструменталне; док Willie the Pimp укључује вокал Кептана Бифхарта. У својим оригиналним белешкама на омоту, Запа је описао албум као филм за ваше уши.
Запа је албум посветио свом новорођеном сину Двизилу. У фебруару 2009. трибјут бенд Двизила Запе, Zappa Plays Zappa, освојио је Греми за најбољу рок инструменталну изведбу, за интерпретацију Peaches en Regalia.

## Историјска позадина
Пошто се албум углавном састоји од инструменталних композиција под утицајем џеза са дугачким соло деоницама, музика звучи веома различито од ранијих Запа албума, који су садржали сатиричне вокалне перформансе са широком употребом музике бетона и монтаже. Мулти-инструменталиста Иан Андервуд је једини члан групе групе који се појавио на албуму и био је главни музички сарадник. Други представљени музичари су били басисти Макс Бенет и Шуги Отис (који је у време сесије имао само 15 година); бубњари Џон Герин, Пол Хамфри и Рон Селико; и електрични виолинисти Дон „Sugarcane“ Харис и Жан-Лик Понти.
Ово је био први албум Френка Запе снимљен на опреми са 16 канала и један од првих албума који је користио ову технологију. Машине са 16 појединачних канала омогућавају много више флексибилности у вишеструком праћењу и преснимавање од професионалних магнетофонских трака са 4 и 8 канала које су били стандардни 1969. године.
Албум је уврштен у књигу 1001 албум који морате чути пре него што умрете. Године 2000. албум је заузео 123. место на листи 1000 најбољих албума Колина Ларкина за сва времена.

## Музика
Запа је сам компоновао, аранжирао и продуцирао албум. Његов главни инструмент на албуму је соло гитара.
Песма „Peaches en Regalia“ је широко призната као модерни џез фјужн стандард и једна је од Запиних најпознатијих песама.

## Напредне технике снимања
Заппа је користио напредну опрему за снимање како би направио албум изванредног техничког и музичког квалитета. Албум је снимљен на нечему што је Запа описао као „домаћа плоча са шеснаест канала“; машину су израдили инжењери у студију ТТГ у Холивуду крајем 1968. године. Додатне нумере су омогућиле Запи да дода више хорна и клавијатура. Само неколико музичара је било потребно да створе посебно богату инструменталну текстуру која даје звук велике групе. Управо је ова употреба напредног преснимавања била главна мотивација Зепи, који је мрзео да свира у студију.

## Уметничко дело
Шарена, психоделична аура касних шездесетих је очигледна у графичком дизајну и фотографији Hot Rats. Овај албум са једним диском имао је преклоп са елаборираним уметничким делом Кала Шенкела, у време када су омоти преклопа били мање уобичајени и тек су улазили у моду. Фотографије предње и задње корице Енди Нејтенсон користе инфрацрвену фотографију и фотографије одражавају Запин укус: упечатљиве визуелне слике, комбиноване са апсурдно хумористичним. Жена приказана на насловној страни је Кристин Фрка, алиајс Мис Кристин из ГТО-а. Годинама су ове насловне фотографије погрешно приписиване Еду Караефу.

## Песме
А страна
| №               | Назив                  | Трајање |  |
| 1.              | Peaches en Regalia     | 3:38    |  |
| 2.              | Willie the Pimp        | 9:21    |  |
| 3.              | Son of Mr. Green Genes | 8:58    |  |
| Укупно трајање: | Укупно трајање:        | 21:53   |  |

Б страна
| №               | Назив                | Трајање |  |
| 1.              | Little Umbrellas     | 3:06    |  |
| 2.              | The Gumbo Variations | 12:53   |  |
| 3.              | It Must Be a Camel   | 5:15    |  |
| Укупно трајање: | Укупно трајање:      | 21:14   |  |